# أنجيليكا روش
أنجيليكا روش (بالألمانية: Angelika Roesch) مواليد 8 يونيو 1977 في برلين الشرقية، هي لاعبة كرة مضرب ألمانية سابقة بدأت مسيرتها كمحترفة سنة 1996 وكانت تلعب باليد اليمنى، اعتزلت اللعب في 2010. أعلى تصنيف لها في الفردي كان المركز الـ 69 في سنة 2003. أعلى تصنيف لها في الزوجي كان المركز الـ 107 في سنة 2003.

## روابط خارجية
- أنجيليكا روش على موقع رابطة محترفات التنس (الإنجليزية)
- أنجيليكا روش على موقع الاتحاد الدولي لكرة المضرب (الإنجليزية)
- أنجيليكا روش على موقع كأس بيلي جين كينغ (الإنجليزية)
- أنجيليكا روش على موقع خلاصة التنس.كوم (الإنجليزية)
- أنجيليكا روش على موقع إي إس بي إن.كوم (الإنجليزية)